# ヨアヒム・クロル
ヨアヒム・クロル（Joachim Kroll, 1933年4月17日 - 1991年7月1日）は、Ruhr Cannibal（Ruhrkannibale）もしくはDuisburg Man-Eater（Duisburger Menschenfresser）として有名なドイツの シリアルキラー兼カニバリスト。8人を殺した罪で有罪判決が出ているが、のちに殺した人間は合計13名だと自供している。

## 生涯

### 幼少期
オーバーシュレージエンザブジェ(ヒンデンブルク)（現ポーランド）に住む、鉱夫の8人の子どもの末っ子として生まれた。病弱で夜尿症があり、学校の成績も最低で、小学校の第三学年に到達しただけだった（後に精神科医たちが彼の IQが76であることを証明した）。第二次世界大戦後、ドイツ人追放によりクロルの家族はドイツのノルトライン＝ヴェストファーレン州に引っ越した。

### 犯罪歴
母親の死後の1955年、彼はヴァルシュテッデ村の郊外で19歳の少女イルムガルト・シュトレールを強姦の上に殺害した。これが彼の最初の殺人である。1960年頃、クロルはデュースブルクへ行き、マンネスマン（ドイツの重工業機械メーカー）で、トイレ係の仕事に就いた。その後ティッセン（ドイツの鉄鋼メーカー）に転職。デュースブルクのフリーゼン通り24番地に移り、殺人を再開した。
彼は極度の神経質で、普通の成人女性と正常な性行動を営むことができなかった。その結果、完全に無抵抗な女性、つまり死者とでなければ交わることができなかったという。

#### 被害者
- 1955年 2月8日 - イルムガルト・シュトレール（Irmgard Strehl） 19歳

レイプした後、刺殺。内臓を取り出された遺体がリュディングハウゼンの納屋で見つかった。
- 1959年 6月16日 - クララ＝フリーダ・テスマー（Klara Frieda Tesmer） 24歳

w:Rheinhausen近くにあるライン川の草地で殺害。機械工ハインリヒ・オット（Heinrich Ott）が誤認逮捕された。なお、オットは刑務所の中で首吊り自殺をした。
- 1959年 7月26日 - マヌエラ・クノート（Manuela Knodt） 16歳

エッセンの公園で強姦・絞殺。彼女の遺体から臀部と太腿が切り取られていた。
- 1962年 - バルバラ・ブルーダー（Barbara Bruder） 12歳

ブルシャイトで誘拐されて以来、遺体はいまだに見つかっていない。
- 1962年 4月23日 - ペトラ・ギーゼ（Petra Giese） 13歳

ディンスラーケンでレイプし、絞殺。遺体からは両方の臀部と左の前腕が切り取られていた。ヴィンツェンツ・キューン（Vinzenz Kühn）が誤認逮捕され、有罪判決が出た。
- 1962年 7月4日 - モニカ・ターフェル（Monika Tafel） 12歳

ヴァルズムで殺され、遺体から臀部と内股が切り取られていた。ヴァルター・クヴィッカー（Walter Quicker）が誤認逮捕され、後に釈放されたが、10月、近隣の住人からのプレッシャーに耐え切れず自殺。
- 1965年 8月22日 - ヘルマン・シュミッツ（Hermann Schmitz）とマリオン・フェーン（Marion Veen）

デュースブルクのlover's laneの電車に座っていたところをクロルに襲われる。なお、ヘルマンは、クロルによる唯一の男性の犠牲者である。彼の恋人であるマリオンは逃走。
- 1966年 9月13日 - ウルズラ・ローリング（Ursula Rohling）

マール近郊のen:Foersterbusch Parkにて絞殺。恋人のアドルフ・シッケル（Adolf Schickel）は警察に誤認逮捕された際、自殺を図った。
- 1966年 12月22日- イローナ・ハルケ（Ilona Harke） 5歳

レイプされ、ブッパータールの溝に落とされる。遺体からは臀部と肩が切り取られていた。
- 1969年 7月12日 - マリア・ヘトゲン（Maria Hettgen） 61歳

en:Hückeswagenでレイプ・絞殺。
- 1970年5月21日 - ユッタ・ラーン（Jutta Rahn） 13歳

駅から家に帰る途中に絞殺。ペーター・シャイ（Peter Schay）が誤認逮捕されたが釈放。
- 1976年 - カリン・テプファー（Karin Toepfer） 10歳

en:Voerdeでレイプされ絞殺。
- 1976年 7月3日 - マリオン・ケッター（Marion Ketter） 4歳

クロル逮捕時、遺体の一部が煮込まれていた。

### 逮捕
1976年7月3日、遊園地で遊んでいたマリオン・ケッターが行方不明になる。母親からの訴えを受けた警察は、行方不明になる直前のマリオンが穏やかそうな風貌の中年男性と話していたとの目撃情報を頼りに聞き込みを開始する。そんな中、あるアパートの店子がこう証言する。
「隣に住むヨアヒム・クロルという男が、『アパートの最上階の便所に臓物が詰まって使えない』と言っていました」。
そのクロルの話では、便所に詰まっているのは内臓だという。警官が配管工を伴って調べたところ、便所には実際に幼児の腸が詰まっていた。さらに冷凍庫にはビニール袋に小分けした人肉が貯蔵され、レンジの鍋ではニンジンやジャガイモと共に幼児の手が煮込まれていた。警察は即座に彼を連行した。煮込まれた手はマリオンのものだった。
その際、クロルは「女性に危害を加えなくなる手術を手早く済ませてくれ、夕食に間に合わなくなる！」と叫んだという。

### 裁判・晩年
やがてマリオン・ケッターの殺害を認め、殺された14名と、逮捕までの2年間におきた1件の殺害未遂についても供述した。
クロルは警察に対し、犠牲者の遺体をスライスしては調理して自分で食べて食費を浮かしたと話した。そして、自身の食人はアメリカのシリアルキラー・アルバート・フィッシュとは異なり、性的な動機によるものではないとも付け加えた。
拘束時、彼は自分の殺人欲をいやすために軽い手術を行い、釈放されると信じていたが、実際のところ彼は8つの殺人事件と1つの殺害未遂事件に問われ、1982年4月、151日の審議が行われた結果、彼は9つの無期刑に課せられた。1991年、ボン郊外のラインバッハ (en:Rheinbach) の刑務所で心筋梗塞のため死去。58歳没。

## 参考資料
- Stephan Harbort, "Ich musste sie kaputtmachen". Anatomie eines Jahrhundertmörders; Düsseldorf (Droste) 2004 (ISBN 3-7700-1174-0)
- Dunning, John (1992). “Little Girl Stew”. Strange Deaths. City: Mulberry Editions. ISBN 1873123132
- 『カニバリズム』ブライアン・マリーナ　青弓社　1993年